# Лихновский, Эдуард
Эдуард Мария Лихновский (нем. Eduard Maria von Lichnowsky; 19 сентября 1789 — 1 января 1845) — князь, австрийский аристократ XVIII—XIX веков из рода Лихновских, сын князя Карла Лихновского и графини Кристианы Тун-Гогенштайн, автор незавершенного научного исследования «История дома Габсбургов». Писатель и переводчик.

## Биография
Эдуард родился 19 сентября 1789 года в Вене. Он был единственным ребенком в семье князя Карла Лихновски и его первой жены Кристианы Тун-Гогенштайн.
Отец любил музыку, покровительствовал Моцарту и Бетховену.
Эдуард получил образование в Геттингенском и Лейпцигском университетах.
В 1814 на следующий год после его свадьбы умер его отец, и Эдуард Лихновский принял княжеский титул и вступил во владение землями. В хозяйстве он ввел новые методы овцеводства.
Писал научные статьи и беллетристику. С 1817 года издавал серию «Памятники архитектуры и изобразительного искусства средних веков в Австрийской империи». Последним стал четвертый том, изданный в 1824 году. Перевел том работ Фелисите Ламен. В 1821 году опубликовал в Вроцлаве трагедию «Родерих».
Основным трудом князя Лихновского стала «История дома Габсбургов», которая осталась незавершённой. Между 1836 и 1844 вышли восемь томов исследования, охватывающие период с 1218 по 1493 год.
После 1842 года здоровье Эдуарда становилось всё хуже, и он провел некоторое время в Риме, затем переехал в Мюнхен. В 1844 году лечился на курорте Бад-Гаштайн. Умер в Мюнхене 1 января 1845 года.

## Семья
В возрасте 23 лет вступил в брак с графиней Элеонорой Зичи. Свадьба состоялась 24 мая 1813, в день 18-летия невесты. У супругов родилось семеро детей:
- Феликс (1814—1848) — князь Лихновский, немецкий политик, женат не был, детей не имел;
- Адельгейда Мария (1815—?) — жена графа Ласло Радваньи;
- Леокадия (1816—1873) — жена графа Адольфа Вичай де Лоос и Хедервар;
- Антония (1818—1870) — жена 5-го князя Рихарда Кевенхюллера, имела шестеро детей;
- Карл (1819—1901) — князь Лихновский, состоял в браке с принцессой Марией Круа, трое детей;
- Роберт (1822—1879);
- Оттенио (1826—1887).

## Работы
- Geschichte des Hauses Habsburg. Bd.1 Wien, 1836 Digitalisat
- Geschichte des Hauses Habsburg. Bd.2 Wien, 1837 Digitalisat
- Geschichte des Hauses Habsburg. Bd.3 Wien, 1838 Digitalisat
- Geschichte des Hauses Habsburg. Bd.4 Wien, 1839 Digitalisat
- Geschichte des Hauses Habsburg. Bd.5 Wien, 1841 Digitalisat
- Geschichte des Hauses Habsburg. Bd.6 Wien, 1842 Digitalisat
- Geschichte des Hauses Habsburg. Bd.7 Wien, 1843 Digitalisat
- Geschichte des Hauses Habsburg. Bd.8 Wien, 1844 Digitalisat